# ニャムトゥーグー
ニャムトゥーグー(Niamtougou)は、トーゴ北部の都市。人口は27,132人（2022年国勢調査）。カラ州のドゥーフェルグー県に属し、州都カラからは28km北に位置する。トーゴを南北に縦断する国道1号上に位置し、またロメ空港に次ぐトーゴ第2の国際空港であるニャムトゥーグー空港がある交通の要衝である。市場町であり、毎週日曜日に市が立って周辺から多くの人が訪れる。
ニャムトゥーグーは、お互いに近接したニャムトゥーグー、コカ、バガ、テネガ、ヤカ、アグバンデの6つの村落からなる。ヤカ、アグバンデはランバ人の村であり、残りの4つはロッソ人の村落である。市場はニャムトゥーグーに、役場はコカにある。空港はバガにあり、中心部から4km北に位置する。ニャムトゥーグー空港は南のカラに与党の党本部を置いた前大統領のニャシンベ・エヤデマによって建設され、大統領がカラの党本部やその近郊にある私邸に出向く時に使用された。現在では軍民共用の空港となっており、エアブルキナのワガドゥグー-ニャムトゥーグー-ロメ線などが運航されている。